# Echalar
Echalar (en euskera y oficialmente Etxalar) es una villa y municipio español de la Comunidad Foral de Navarra, situado en la merindad de Pamplona, en la comarca de las Cinco Villas y a 73,6 km de la capital de la comunidad, Pamplona. Su población en 2024 fue de 814 habitantes (INE).

## Topónimo
Echalar es el nombre tradicional del pueblo. Aparece por primera vez escrito en un documento de 1280. La etimología más extendida y probable hace derivar su nombre de la expresión pastizal de la casa en euskera. Derivaría por tanto de etxa (variante de etxe, casa) y larr(e) (pastizal).
En la década de 1980 se cambió la denominación oficial por Etxalar, que es el mismo topónimo, pero adaptado a las normas ortográficas modernas de la lengua vasca. 
El gentilicio es etxalartarra.

## Símbolos

### Escudo
El escudo de armas de la villa de Echalar aparece descrito de la siguiente manera en un artículo de Manuel Irigoyen en «La Avalancha»:

Su escudo es de cuatro cuarteles, en el 1.° y último en campo de plata dos hierros de lanza o saeta azules, y en el 2.° y 3.° en campo de oro dos lobos negros, andantes, con lenguas rojas, advirtiendo que esta era la divisa o alcurnia primitiva antes de la pérdida de España. En el segundo cuartel en campo de plata Cruz azul sobre nubes de cielo, en memoria de la que apareció en los años 724, la que añadieron muchas familias de Navarra y algunas de Aragón. El tercer cuartel en campo rojo el cuadro de cadenas de oro de Navarracon la esmeralda en medio, de la que usaron los reyes de la batalla ganada a Miramamolín y que se concedió también su uso a varios caballeros. El cuarto cuartel, sobre plata encina verde y a los lados abarcas de oro atadas con cordones rojos, cerrado el escudo con una corona de perlas y piedras. .
Manuel Irigoyen, art. en «La Avalancha», 24/02/1911

## Geografía
La villa de Echalar está situada al norte de la Comunidad Foral de Navarra y al este de la comarca de Cinco Villas a una altitud de 100 m s. n. m.. Su término municipal tiene una superficie de 47,5 km² y limita al norte con el municipio de Vera de Bidasoa y con Francia, al este con el municipio de Baztán, al sur con el de Bértiz-Arana y Sunbilla y al oeste con los municipios de Yanci y Lesaca.
| Noroeste: Bera          | Norte: Francia              | Nordeste: Baztán |
| Oeste: Lesaca e Igantzi |                             | Este: Baztán     |
| Suroeste: Sunbilla      | Sur: Sunbilla y Bertizarana | Sureste: Baztán  |

El término municipal está atravesado por un pequeño tramo de la N-121-A (Pamplona-Irún) y por una carretera local que permite la comunicación dentro del municipio que llega hasta el puerto de Lizarrieta, en la frontera con Francia. 
El relieve es predominantemente montañoso, al encontrarse en las primeras elevaciones de los Pirineos navarros orientales, aunque el río Bidasoa discurre encajonado por el este haciendo de límite con Lesaca. Algunas de sus montañas más destacadas son el pico Azcua (787 metros) y el Collado de Orizki (508 metros). El puerto de Lizarrieta (441 metros) sirve de paso natural a Francia. La altitud oscila entre los 787 metros al sur (pico Azcua), en el límite con Sunbilla, y los 60 metros a orillas del Bidasoa. 

## Demografía
Echalar cuenta con una población de 814 habitantes (INE 2024).
| Gráfica de evolución demográfica de Etxalar entre 1842 y 2021 |
| |
| Población de derecho según los censos de población del INE Población de hecho según los censos de población del INEEn estos censos se denominaba Echalar: 1842, 1857, 1860, 1877, 1887, 1897, 1900, 1910, 1920, 1930, 1940, 1950, 1960, 1970 y 1981 |

## Administración y política
Echalar conforma un municipio el cual está gobernado por un ayuntamiento de gestión democrática desde 1979, formado por 7 miembros elegidos en las elecciones municipales según está dispuesto en la Ley Orgánica del Régimen Electoral General. La sede del consistorio está situada en la calle Andutzeta, n.º 15 de la localidad de Echalar.
Estos son los últimos alcaldes de Echalar:
| Mandato   | Nombre del alcalde              | Partido político |
| --------- | ------------------------------- | ---------------- |
| 1987-2005 | Miguel María Irigoyen Sanzberro | Herri Taldea     |
| 2005-2011 | Jon Erefas Veloa                | Herri Taldea     |
| 2011-2023 | Miguel María Irigoyen Sanzberro | Herri Taldea     |
| 2023-...  | Xabier Etxarte Mikelestorena    | Herri Taldea     |

## Cultura

### Fiestas y eventos
Las fiestas patronales de Echalar se celebran entre los días 14 (víspera) y 18 de agosto.

### Tradición: las palomeras
Echalar es muy conocido por las palomeras. En ellas se siguen utilizando el sistema de caza documentado desde el siglo XV y mantenido hasta hoy. En la actualidad, ha sido declarada Bien de Interés Cultural. Entre el 1 de octubre y el 20 de noviembre se mantiene viva la tradición centenaria de caza de palomas mediante redes. Este sistema es único en toda la península ibérica y no necesita ningún tipo de arma para cazar. Estas palomeras se encuentran situadas en el collado de Lizaieta que pertenece al término municipal de Echalar, a 8 km del núcleo urbano, justo en la frontera con el pueblo vasco-francés de Sara y es uno de los pasos de menor altitud de los Pirineos, que millones de aves aprovechan en su migración anual.[cita requerida]

### Turismo
Echalar destaca por su arquitectura popular tradicional, muy cuidada, que le valió el Premio Nacional de Turismo para embellecimiento y mejora de los pueblos. Tanto el pueblo como el entorno son dignos de visitar y disfrutar. 
Pese a su reducido tamaño, Echalar ofrece una gran variedad de alojamientos turísticos, que van desde casas rurales (de alquiler íntegro y por habitaciones), hoteles, albergues, apartamentos turísticos y pensiones. También cuenta con una variada oferta gastronómica.
Un lugar interesante para visitar es la iglesia de Nuestra Señora de la Asunción, donde destacan un calvario del año 1600, una pila bautismal del siglo XVIII y un bonito órgano de principios del siglo XX. En los jardines de la iglesia se hallan numerosas estelas funerarias, que fueron encontradas en las cimentaciones de las paredes del almacén de la iglesia.
Además de mismas casas que podemos ver en el pueblo, otros lugares de interés para el turista son la calera de Errotagaraia, el Molino del Medio, la capilla de Fátima y la ermita Santa Cruz.

### Leyendas
El famoso personaje de Carmen, protagonista de la novela homónima de Prosper Mérimée, que a su vez inspiró la ópera de Georges Bizet y que ha dado lugar a numerosas adaptaciones en el mundo del cine y la literatura, era oriundo de Echalar; o al menos como tal se presenta Carmen al navarro José, el otro protagonista principal de la novela. En la novela no se llega a discernir si realmente Carmen es de Echalar, o inventa esa mentira para engatusar a José. En cualquier caso, Carmen, personaje ficticio claro está, sería la echalartarra más universal y conocida.